# Medioevo ellenico

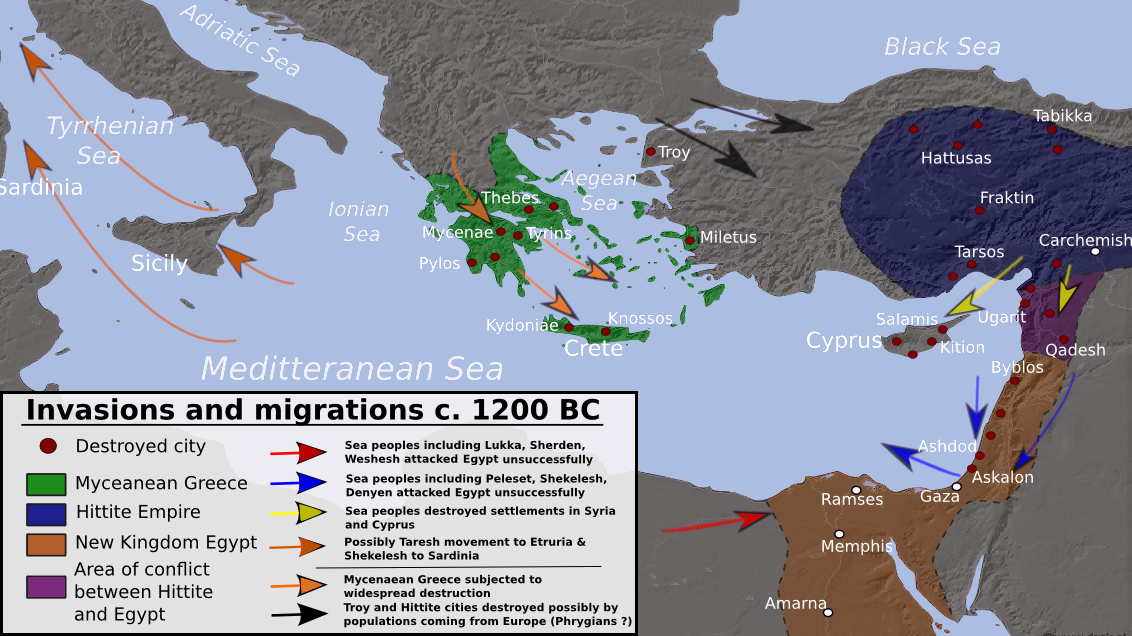
Mappa del crollo della tarda età del bronzo (ca. 1200 a.C.) nel Mediterraneo orientale

La storiografia moderna chiama Medioevo ellenico o secoli oscuri o età oscura (dark age, nell'espressione inglese originaria) o anche età geometrica il periodo nella storia della Grecia antica che si apre con l'invasione dei Dori e la fine della civiltà micenea e si prolunga fino alla nascita delle poleis e all'età di Omero.
La distruzione della civiltà micenea, dovuta forse all'invasione dei Popoli del Mare, e la successiva discesa dei Dori in Grecia, segnano l'inizio di un periodo di transizione che inizia intorno al 1200 a.C. e si prolunga fino all'800 a.C..
La popolazione dorica si stanziò principalmente in Peloponneso, Epiro, Focide, Etolia e a Creta. Si ampliarono i flussi migratori verso le isole e le coste dell'Asia Minore spopolando la Grecia: vennero fondate città come Efeso e Mileto. Si ebbe una diminuzione degli scambi commerciali esterni alle mura cittadine, un ritorno alla pastorizia e la scomparsa della scrittura, dell'architettura e dell'economia di palazzo micenea: tutte le attività rinacquero a livello locale. Tutto questo comportò una radicale riforma delle istituzioni.

## Un Medioevo greco
L'espressione "secoli oscuri" divenne popolare con i libri The Dark Age (1971) di Anthony Snodgrass e The Greek Dark Ages (1972) di R.A. Desborough. In quest'epoca la fine del XIII secolo a.C. appariva come l'irrimediabile tracollo della civiltà micenea, che venne conosciuta come "la catastrofe". Al contrario l'VIII secolo a.C. sembrava una vera e propria epoca rinascimentale per la Grecia. Secondo Desborough, questo ritrarsi si spiegava con grandi fenomeni di invasione, mentre Snodgrass si mostrava più prudente; entrambi comunque tracciavano un quadro apocalittico del periodo: grave calo demografico, perdita della scrittura e delle tecniche architettoniche, povertà, ecc.
In effetti i grandi palazzi micenei furono distrutti da incendi a Micene stessa, a Tirinto, a Pilo e a Tebe. Ad eccezione di Creta, non furono più intraprese grandi costruzioni in pietra e le grandi tombe collettive furono sostituite da tombe individuali, molto più modeste, o dal rito dell'incinerazione. La lavorazione del bronzo scomparve, a causa della mancanza di contatti con l'esterno necessari per l'importazione del rame e dello stagno, si sviluppò però la produzione del ferro. Rimase come traccia materiale della cultura dell'epoca solo la ceramica, con lo stile definito geometrico: per questo motivo, per designare questo periodo, si è diffusa l'espressione "età geometrica", alternativa a Medioevo ellenico. La lineare B sparì dovunque tranne che a Cipro; successivamente venne adottato l'alfabeto fenicio, che permise la trascrizione dell'apparato mitologico-religioso-culturale elaborato nel Medioevo ellenico. Infine grandi regioni si trovarono quasi del tutto spopolate, come la Laconia e la Messenia e alcune popolazioni cessarono di coltivare la terra e si dedicarono esclusivamente all'allevamento.

## La rivalutazione storiografica
A partire dall'epoca di Snodgrass e di Desborough, gli storici si mostrano oggi molto più prudenti rispetto ad un quadro che non manca di richiamare l'immagine a lungo tempo vista negativamente del Medioevo occidentale. È importante evidenziare ad esempio che durante questa epoca e più precisamente attorno al 1050 a.C. si ebbe l'introduzione del ferro tra le comunità dell'Asia Minore.

## I dati archeologici ed etnografici
L'archeologia più recente ha esaminato con maggiore attenzione le vestigia lasciate dai secoli oscuri, ed è invalsa, nello studio di questo periodo, la suddivisione in tardo elladico III C (corrispondente grosso modo al XII secolo a.C.) Submiceneo (fino circa al 1050 a.C. o, secondo un'altra cronologia, fino al 1015 a.C.), Protogeometrico (fino al 950 a.C. circa) e Geometrico, che si estende fino alla fine del IX secolo a.C. o ai primi decenni dell'VIII.
In primo luogo sono state esplorate le stratigrafie e le strutture dei monumenti: sono in tal modo apparse tracce di edifici templari. Sono inoltre stati scavati luoghi situati ad una certa distanza dai grandi palazzi micenei, che restavano poco conosciuti per l'epoca achea, e sono stati messi in luce siti importanti, tra cui, di primaria importanza, l'heroon di Lefkandi, in Eubea. Si tratta di un grande edificio fondato su una costruzione in pietra, sormontata da muri in mattoni crudi e da un colonnato esterno in legno strutturale. Il complesso, lungo più di 40 m, rappresentava la sepoltura di un personaggio rilevante, che subì il rito dell'incinerazione secondo modalità molto simili a quelle descritte da Omero, ed è datato alla fine del X secolo a.C. Lo stesso heroon è circondato da una necropoli in cui la maggior parte delle tombe sono riccamente decorate.
Tra gli altri siti possono essere citati quello di Kalapodi (santuario a cielo aperto), di Istmia, presso Corinto, di Assiros Toumba in Macedonia, di Nichoria in Messenia.
Gli studi etnografici hanno permesso di supplire alla mancanza di resti: per comprendere l'evoluzione della società greca dell'epoca sono state suggerite comparazioni con società oggi osservabili. Così l'esempio dei pastori sarakatsani in Epiro è stato utilizzato come modello per ricostruire la società pastorale della fine del periodo, mentre la struttura gerarchica delle popolazioni della Melanesia è stata utile per illuminare le relazioni di potere mostrate dai testi omerici, mentre una conferma archeologica dovrebbe in seguito convalidare la pertinenza degli accostamenti.
L'esempio di Atene si distacca tuttavia dagli altri: secondo la mitologia greca, infatti, Atene sfuggì alla regressione post-micenea poiché era stata il luogo dove si erano rifugiati i Neleidi, discendenti di Neleo, cacciato da Pilo, e in effetti la città conservò un'agricoltura e un'attività artistica di primo piano, di cui resta traccia nella sua ceramica protogeometrica.
Attraverso l'evoluzione della decorazione nella ceramica dipinta, si distingue quindi un periodo "protogeometrico", che ha la sua conclusione con l'emergere di Atene come centro culturale, intorno all'875 a.C., e vede lo sviluppo di un nuovo stile ceramico, conosciuto come geometrico.

## Conclusioni
I "secoli oscuri" sembrerebbero oggi un periodo di cambiamento, più che di declino: apparvero nuovi culti e nuove pratiche rituali (in particolare l'incinerazione) e non sembra plausibile che la polis greca sia comparsa all'improvviso nell'VIII secolo: figura già in filigrana nei testi omerici.

## Le guerre sconosciute
Durante il "medioevo ellenico" la guerra divenne per i villaggi della Grecia una costante, in quanto per l'etica dominante (di cui resta traccia nei poemi omerici) il cimentarsi nella guerra era motivo di onore. Le guerre non erano di conquista e di espansione, a quanto pare, dato che la Grecia era ancora organizzata in comunità prestatali basate su legami personali (prova ne sia il fatto che le popolazioni non prendevano il nome dalla città o dal territorio). Degli scontri in atto in quest'epoca non abbiamo alcuna notizia certa, e dobbiamo rifarci oltre che ai poemi omerici (non per gli eventi, ma per la Weltanschauung sottesa), a testi di storici e geografi posteriori come Erodoto, Pausania, e a qualche reminiscenza presente nei componimenti dei poeti di epoca arcaica, come Tirteo e Archiloco. Caratteristiche che ancora accomunavano queste battaglie erano i rituali e l'insieme di regole che le accompagnavano:
- formale dichiarazione di guerra con abolizione di trattati e tregue preesistenti;
- sacrifici e arringhe propiziatorie prima della battaglia;
- conflitti che si svolgevano alla luce del sole e in primavera ed estate;
- non si infieriva sull'esercito in fuga;
- restituzione dei caduti;
- esclusione dei civili dalla lotta;
- partecipazione allo scontro della sola fanteria pesante;[senza fonte]
- duello fra i campioni di ambo gli eserciti.